# 黄花乡 (崇信县)
黄花乡，是中华人民共和国甘肃省平凉市崇信县下辖的一个乡镇级行政单位。

## 行政区划
黄花乡下辖以下地区：
马寨子村、高庄子村、凉水泉村、油府庄村、杨家沟村、黄花塬村、高年村和水磨村。